# Mogera wogura
Mogera wogura là một loài động vật có vú trong họ Talpidae, bộ Soricomorpha. Loài này được Temminck mô tả năm 1842.

## Hình ảnh

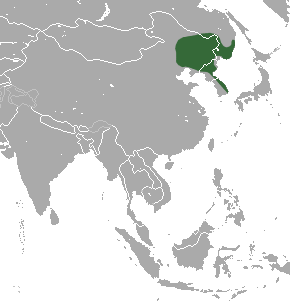